# Temayang (Kerek)
Temayang is een bestuurslaag in het regentschap Tuban van de provincie Oost-Java, Indonesië. Temayang telt 1882 inwoners (volkstelling 2010).